# River Phoenix
River Jude Phoenix, nato River Jude Bottom (Madras, 23 agosto 1970 – West Hollywood, 31 ottobre 1993), è stato un attore, musicista e attivista statunitense.
Fratello degli attori Rain, Joaquin, Liberty e Summer Phoenix, tra la fine degli anni ottanta e l'inizio degli anni novanta s'impose all'attenzione della critica quale uno degli attori più promettenti della sua generazione, tanto da essere inserito da John Willis nella lista delle "dodici promesse del cinema" del 1986. Esordì a dieci anni, recitando in spot pubblicitari, serie e film televisivi, per poi conseguire la notorietà presso il grande pubblico, ancora ragazzino, grazie a interpretazioni in film come Stand by Me - Ricordo di un'estate, Mosquito Coast, Nikita - Spie senza volto, Vivere in fuga, che gli valse a soli diciannove anni una candidatura al Premio Oscar come miglior attore non protagonista, e Indiana Jones e l'ultima crociata, dove si segnalò per l'interpretazione del giovane Indy nel prologo della pellicola. Passò in seguito a interpretare ruoli più complessi in film come Belli e dannati, per il quale vinse la Coppa Volpi come migliore attore e un Independent Spirit Award, Dogfight - Una storia d'amore, Silent Tongue, Quella cosa chiamata amore e Dark Blood.
La sua carriera fu tragicamente stroncata dalla prematura morte, avvenuta la sera di Halloween del 1993, a soli ventitré anni, a causa di un'overdose di speedball (un cocktail di droghe composto da eroina e cocaina) che, di fatto, lo ha reso uno dei più rappresentativi simboli della generazione X. River, che possedeva un patrimonio netto di oltre 5 milioni di dollari, al momento della morte era impegnato nelle riprese del film Dark Blood, che a causa della sorte dell'attore rimase incompiuto (la pellicola vedrà la luce soltanto nel 2012, con modifiche e rimaneggiamenti). Parallelamente all'attività cinematografica, Phoenix è stato anche un musicista, quale cantante e chitarrista della band Aleka's Attic, fondata assieme alla sorella Rain, prima e della band Blacksmith dopo, oltre che un attivista per i diritti degli animali e dell'ambiente. Definito il "James Dean vegano", fu un portavoce per la PETA che, in virtù degli sforzi impiegati nelle iniziative promosse dall'organizzazione, lo insigní dell'Humanitarian Award nel 1992.
Nel corso della sua breve vita, ha aiutato finanziariamente molte organizzazioni ambientaliste e umanitarie, acquistando, tra l'altro, 320 ettari di foresta pluviale in via di estinzione in Costa Rica. Fu amico di importanti personalità come l'attore Keanu Reeves, il bassista Flea, il chitarrista John Frusciante, il cantante Michael Stipe, il rapper Adam Horovitz oltre ad aver stretto vari sodalizi professionali con registi come Gus Van Sant. Nel 2010, Phoenix è stato votato dalla rivista GQ come uno dei "50 uomini meglio vestiti dello scorso mezzo secolo".

## Biografia

### I primi anni

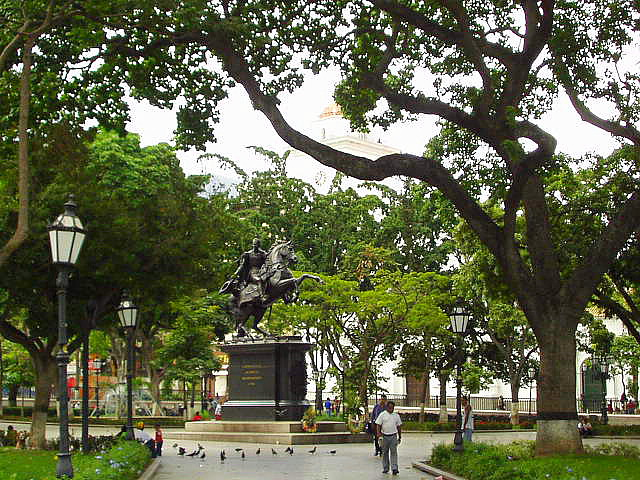
Plaza Bolívar di Caracas, dove River e i suoi fratelli si esibivano come musicisti

Phoenix nacque a Madras, nell'Oregon, il 23 agosto 1970, primogenito dei cinque figli di John Lee Bottom e di Arlyn Sharon Dunetz. Il nome "River" gli venne dato in omaggio al "fiume della vita" menzionato nel romanzo di Hermann Hesse Siddharta, mentre il suo secondo nome, "Jude", deriva da una canzone dei Beatles, Hey Jude. Il padre, nativo di Fontana, in California, era di religione cattolica e di origini inglesi, tedesche e francesi, mentre la madre era nata nel Bronx (New York) da una famiglia ebraica di origini russe e ungheresi. In un'intervista rilasciata per il settimanale People, Phoenix descrisse i propri genitori come degli "hippie", affermando inoltre di come fossero soliti trattare tutti e cinque i loro figli come "amici" più che come figli e che l'opinione di ogni membro della famiglia aveva lo stesso peso indipendentemente dall'età. I due si conobbero in California nel 1968, dove Arlyn stava facendo l'autostop dopo aver abbandonato la propria famiglia a New York. Si sposarono il 13 settembre 1969, circa un anno dopo essersi conosciuti. La coppia visse vagabondando per diverse comunità hippies del Paese, facendo spesso uso di droghe psichedeliche, quali LSD. Cominciando a trovarsi in una sempre più stringente situazione economica, River e sua sorella Rain, nata in Texas due anni dopo di lui, sono costretti a suonare per le strade in modo tale da racimolare qualche soldo in più per la famiglia. Nel 1973, i genitori si uniscono alla setta religiosa dei Bambini di Dio come missionari, iniziando così a viaggiare per l'America Latina a bordo del loro Volkswagen Bus (infatti, il terzogenito Joaquin e la quartogenita Liberty nacquero rispettivamente in Porto Rico e in Venezuela).
Il leader spirituale della setta era David Berg, un uomo conosciuto dalle autorità statunitensi per aver abusato delle sue due figlie e per essere stato più volte indagato per favoreggiamento alla prostituzione e per rapimento. Il padre di River era l'arcivescovo del "Venezuela e dei Caraibi", vale a dire un gradino sotto il ruolo ricoperto nella setta da Berg. In un'intervista per la rivista di moda maschile Details, Phoenix asserí di aver perso la verginità all'età di quattro anni, durante il periodo trascorso dalla famiglia nelle file dei Bambini di Dio, ma di averne poi rimosso il ricordo. Secondo poi la testimonianza di George Sluizer, regista dell'incompiuto Dark Blood, ultima pellicola dove figura Phoenix prima della sua prematura scomparsa, l'attore gli avrebbe confidato che la madre avrebbe abusato di altri giovani della setta, oltre che di lui stesso, e che cominciò a bere all'età di dieci anni per fare compagnia al padre alcolizzato.
Alla fine, trovandosi sempre più in disaccordo con la leadership di Berg, in particolar modo per il suo utilizzo della prostituzione quale mezzo di proselitismo, John e Arlyn decisero di recidere ogni tipo di legame con la setta. Nel 1977, i Phoenix lasciarono dunque la cabina sulla spiaggia dove avevano vissuto, soggiornando, sotto la tutela di Padre Stephen Wood, presso una chiesa di Caracas, mantenendosi come braccianti, mentre i loro figli si esibivano come musicisti per le strade della capitale venezuelana con il nome d'arte di Los Niños Rubios Que Cantan. In quello stesso periodo, l'intera famiglia adottò il veganismo, dieta entusiasticamente incoraggiata da River e Joaquin, che erano rimasti a dir poco inorriditi nell'assistere ai metodi impiegati dai pescatori locali per uccidere le loro prede..
I Phoenix fecero ritorno negli Stati Uniti nel 1978, stabilendosi in Florida, dove erano sbarcati con una nave cargo di giocattoli Tonka, più precisamente a Winter Park, dove nacque l'ultimogenita Summer. A differenza dei suoi fratelli, River non ebbe alcun tipo di formazione scolastica. A tal riguardo, la sceneggiatrice Naomi Foner commentò: «Era totalmente, totalmente privo d'istruzione. Voglio dire, era in grado di leggere e scrivere, e aveva un appetito per quello, ma non aveva alcuna nozione di storia o di letteratura.». Il 2 aprile 1979, i genitori fecero legalmente cambiare cognome alla famiglia in "Phoenix", in riferimento alla figura mitologica dell'araba fenice che risorge sempre dalle proprie ceneri, simboleggiando così un nuovo inizio.

### Gli inizi della carriera in televisione

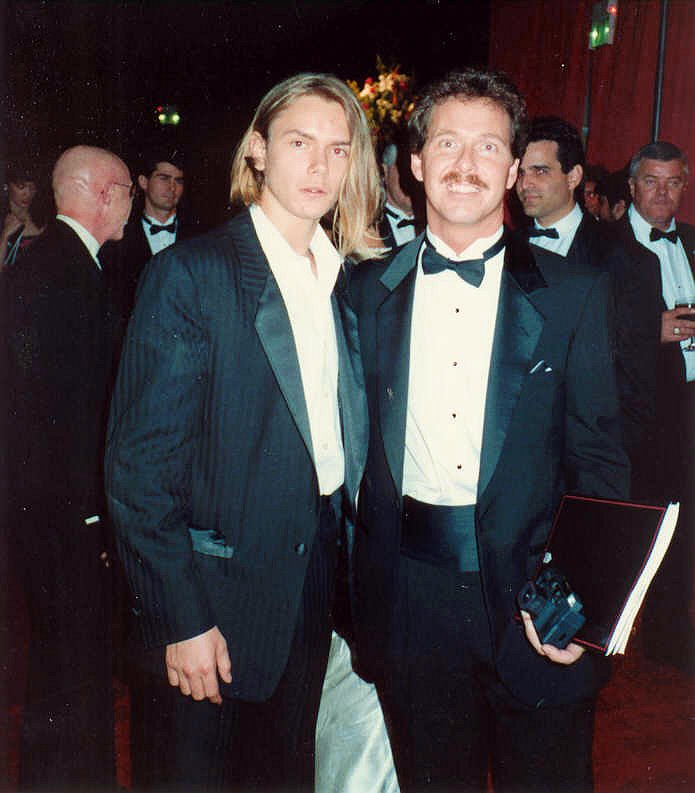
River Phoenix, a sinistra, ai Premi Oscar 1989

Quando la famiglia si trasferì a Los Angeles, nel quartiere di North Hollywood, la madre cominciò a lavorare come segretaria per l'emittente NBC e il padre come architetto di esterni. Il padre fu presto costretto a lasciare il lavoro a causa di un infortunio alla schiena. La famiglia più volte fu sfrattata perché non riusciva a pagare l'affitto puntualmente (per pochi mesi furono anche costretti a vivere da una zia paterna, Frances Beck, nella contea di Orange). In ristrettezze economiche, i figli dei Phoenix cominciarono a esibirsi in strada e in varie competizioni a Hollywood, dove vennero notati dalla talent scout Iris Burton che affascinata dalla famiglia accettò di assumere tutti i cinque figli Phoenix. Nel 1980 River girò alcuni spot pubblicitari per Mitsubishi, Ocean Spray e Saks Fifth Avenue con uno stipendio di 317 dollari al giorno, la Burton dichiarò in seguito che a causa della dieta vegana del figlio i genitori non vollero che River facesse pubblicità per aziende come Kellogg's e McDonald's. Non appena River cominciò la sua carriera, lasciò la scuola e la sua istruzione fu affidata a Dirk Drake, un giovane uomo che aveva studiato in marina e che sarebbe diventato uno degli amici più stretti dell'attore.
Poco dopo lui e i suoi fratelli parteciparono a una selezione di casting cinematografico e furono scritturati dalla regista Penny Marshall per la Paramount, una cara amica di Arlyn. River e Rain parteciparono subito a uno show chiamato Real Kids e successivamente allo show Fantasy. River esordirà nel 1982 nella serie televisiva statunitense Sette spose per sette fratelli, dove vengono scritturati anche Joaquin e Liberty. River interpretò il fratello più giovane, Guthrie McFadden, ma nonostante un moderato successo la serie fu cancellata dopo una sola stagione. River in quell'occasione arrivò alle audizioni con la sua chitarra, prontamente fece irruzione con una convincente interpretazione di Elvis Presley che lasciò affascinato il produttore dello show.
River trovò un nuovo ruolo nel 1984 nel telefilm Celebrity, dove interpretò la parte del giovane Jeffie Crawford. Anche se rimase sullo schermo solo per circa dieci minuti, il suo personaggio ebbe un ruolo centrale. Meno di un mese dopo Phoenix apparve in ABC Afterschool Special dove interpretò un ragazzo che scopre di avere la dislessia, nello show Joaquin recitò in un piccolo ruolo accanto a suo fratello. Nell'inverno di quell'anno lavorò in altre due serie televisive It's Your Move e Hotel, dopo di che interpretò anche il ruolo di Robert Kennedy Jr., figlio di Robert Kennedy nel telefilm Robert Kennedy, la sua storia e il suo tempo diretto da Marvin J. Chomsky con Brad Davis e Shannen Doherty. Successivamente lavorò con Molly Ringwald in Patto di amore e di morte di Waris Hussein, un dramma ispirato a Romeo e Giulietta girato per la televisione nel 1985, nella parte del fratello di Rick (Zach Galligan), uno dei ruoli principali. Il padre di River, John, era ormai colui incaricato di accompagnare il figlio alle audizioni e sui set, un ruolo che manterrà fino al raggiungimento della maggiore età del suo primogenito. River ben presto diventò il principale sostegno economico di tutta la famiglia che nel 1986 si spostò in un ranch poco fuori San Diego, California.

### I primi film e il successo

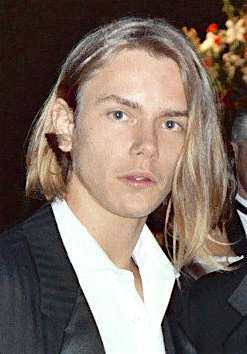
River Phoenix ai Premi Oscar 1989

A metà delle riprese di Patto di amore e di morte, Iris Burton chiamò Phoenix per informarlo della possibilità di ottenere un ruolo nel film Explorers di Joe Dante. Phoenix ottenne la parte, interpretandovi Wolfgang Müller, piccolo scienziato che insieme a due compagni costruisce un'astronave per entrare in contatto con gli esseri alieni che affascinano e ossessionano particolarmente l'amico Ben (un giovane Ethan Hawke). Pubblicato nel 1985, questo fu il primo grande ruolo cinematografico di River, a cui seguì un'apparizione nella sitcom Casa Keaton con Michael J. Fox. Nel 1986, River fu co-protagonista nel film per la televisione Circle of Violence: A Family Drama di David Greene, girato prima di raggiungere la celebrità cinematografica. Sempre nel 1986 River Phoenix rende due intense interpretazioni che mettono definitivamente in luce le sue incredibili doti recitative. Viene scelto da Peter Weir per Mosquito Coast in coppia con Harrison Ford e Helen Mirren in un ruolo, quello di Charlie, che sembra richiamare la sua stessa vicenda umana dei primi anni.
Sul set del film nel mezzo della giungla del Belize Phoenix conobbe Martha Plimpton con cui avrebbe avuto una relazione di tre anni, i due recitarono in coppia anche nel film Vivere in fuga due anni dopo. Ma della carriera adolescenziale è particolarmente nota la prova resa in Stand by Me - Ricordo di un'estate, del regista Rob Reiner su soggetto di Stephen King. È il ruolo di Chris Chambers, adolescente difficile eppure con una grande maturità di fondo e potenzialità, represse dalla sola cattiva fama, che con un gruppo di amici ritrova il corpo di un ragazzo scomparso nel settembre 1959. Il Washington Post scrisse che Phoenix diede al film il suo "centro di gravità". Phoenix commentò: «La verità è che mi sono identificato tanto con il ruolo di Chris Chambers, se non fossi dovuto tornare dalla mia famiglia dopo le riprese, avrei probabilmente avuto uno psichiatra.». Nel corso della sua adolescenza River era ormai una star del cinema soprattutto per i teenager, addirittura una volta Phoenix venne letteralmente assalito da un'orda di fan giapponesi. River arrivò a cachet di 2 milioni di dollari a film e a ricevere circa 34.000 lettere a settimana da parte di fan, senza però sentirsi totalmente a suo agio con la sua fama. River sentì parecchio l'obbligo morale di sostenere la sua famiglia, il che significava essere raramente in grado di prendersi una pausa dal lavoro. River iniziò a cercare conforto nella musica, nell'alcool e nelle droghe, questa dipendenza porterà anche alla fine della sua relazione con la Plimpton dopo gli Oscar 1989. La fine della relazione fu uno shock per Phoenix ma i due restarono comunque buoni amici. La Plimpton in seguito rivelerà ad Esquire il motivo dicendo: «Quando ci siamo lasciati, era in gran parte perché ho imparato che gridare, litigare e supplicare non sarebbe servito a cambiarlo. River doveva cambiare abitudini da solo e lui non era ancora pronto per questo.».

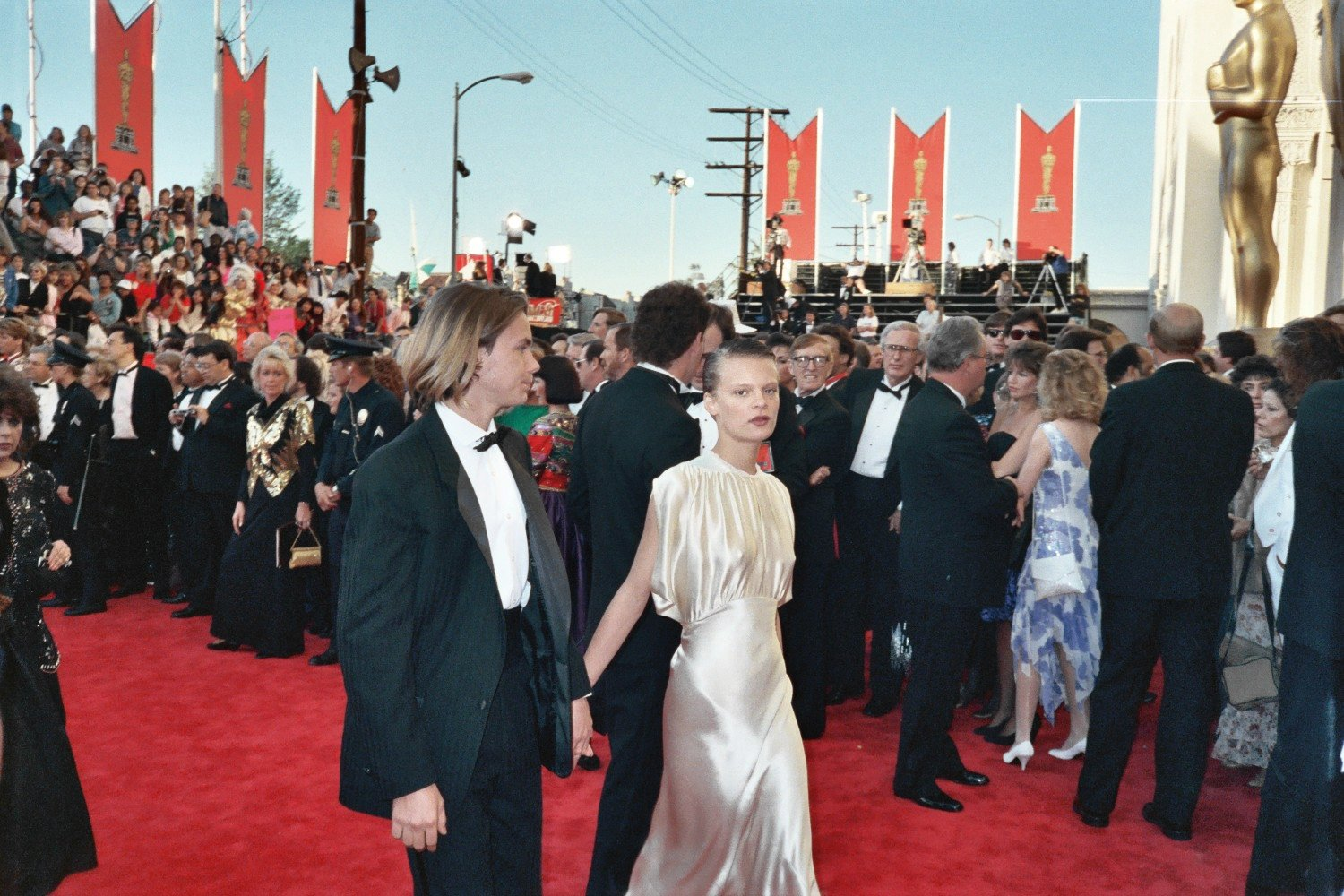
River Phoenix e l'ex fidanzata Martha Plimpton ai Premi Oscar 1989

Phoenix apparve in uno spot per la PETA e su Playgirl a cui seguono due ulteriori ottime prove: il figlio di due spie russe in Nikita - Spie senza volto di Richard Benjamin opposto a Sidney Poitier e il ragazzo dall'infanzia travagliata in cerca di stabilità in Vivere in fuga di Sidney Lumet, entrambi del 1988. Durante questo periodo, la famiglia Phoenix continuò a muoversi in maniera regolare trasferendosi oltre quaranta volte fino a quando River aveva diciotto anni. Dopo aver completato il suo sesto film, Vivere in fuga la famiglia ha fatto il loro ultimo trasferimento a Micanopy, in Florida, comprando anche un terreno nel villaggio di Montezuma in Costa Rica dove la famiglia apre il ristorante Juan's - Nature's Family Restaurant and Cabins. Nello stesso anno la famiglia fonda anche la propria casa di produzione, la Phoenix In Flight Productions Inc. In Florida John cominciò a esprimere il suo desiderio di allontanare la propria famiglia dal mondo del cinema, con l'opposizione di Arlyn e lo stesso River. Il rapporto tra River e John cominciò a deteriorarsi e l'attore iniziò a confidarsi sempre più con figure paterne da lui scelte come Harrison Ford e Sidney Poitier.
In quello stesso anno River conobbe Keanu Reeves mentre stava filmando Parenti, amici e tanti guai con suo fratello Joaquin e la Plimpton, i due divennero subito molto amici e River anni dopo descriverà Reeves come "Il suo fratello maggiore". In seguito la sua carriera alternerà film di rilievo modesto (Le ragazze di Jimmy di William Richert, 1988 con Matthew Perry dove viene fotografato da Matthew Rolston), altri popolari (interpretò il giovane Indy nel prologo di Indiana Jones e l'ultima crociata di Steven Spielberg, 1989 con Harrison Ford e Sean Connery che incassò oltre 474 milioni di dollari ai botteghini; la commedia ambientata in una pizzeria italo-americana Ti amerò... fino ad ammazzarti di Lawrence Kasdan, 1990 dove lavora per la prima volta con Keanu Reeves), sporadiche apparizioni nei talk-show Today, The Donahue Show e CBS This Morning e puntate nel cinema indipendente, specialmente di Gus Van Sant. Nei primi mesi del 1989, Phoenix ricevette una candidatura all'Oscar come miglior attore non protagonista (così come al Golden Globe) e ricevette il premio miglior attore non protagonista del National Board of Review per la sua grande prova in Vivere in fuga. Phoenix balzò in piedi durante la cerimonia in cui Kevin Kline lo ha battuto per l'Oscar. Tuttavia, la maggior parte dei critici considerò la sua candidatura, a una così giovane età e dopo solo una manciata di film, come un'indicazione che era solo una questione di tempo prima che Phoenix vincesse la statuetta d'oro come miglior attore.

River Phoenix premiato con la Coppa Volpi al migliore attore al Festival di Venezia 1991

Successivamente, Phoenix trovò molti ostacoli nel suo passaggio da ruoli adolescenziali a ruoli adulti: rifiutò la proposta avanzatagli da George Lucas di riprendere il ruolo del giovane Indy nella serie TV Le avventure del giovane Indiana Jones, progetto che però finì per sfumare del tutto a causa di difficoltà varie (verrà infatti prodotta soltanto a partire dal 1992), scartò la proposta milionaria di Un bacio prima di morire e volle interpretare il ruolo di Neil Perry in L'attimo fuggente ma alla fine Peter Weir lo assegnò a Robert Sean Leonard. Nel 1990 fu fotografato da Bruce Weber per Vogue vestito con capi di Ralph Lauren e Emporio Armani e fu testimonial per una campagna pubblicitaria per Gap con le sue sorelle Rain e Summer. La sua interpretazione più famosa resta quella resa in età già adulta in un film di Van Sant, Belli e dannati del 1991, girato insieme all'amico Keanu Reeves. Il film era girato tra Portland e Seattle, dove Phoenix e gli altri membri del cast trascorrevano la maggior parte del loro tempo libero coi tossicodipendenti e le gang del luogo per assimilare al meglio la parte dei ragazzi di strada in situazioni molto simili a quelle poi viste nel film. Dopo il film i media cominciarono a speculare su una presunta bisessualità di River, voce per altro mai completamente smentita dall'attore. Il ruolo del prostituto gay drogato e narcolettico Mike Waters gli vale la Coppa Volpi al Festival del cinema di Venezia, Phoenix e Reeves apparvero sulla copertina della rivista Interview nel novembre 1991. Nella sua recensione per Rolling Stone, Peter Travers scrisse: «Chiaramente, l'approccio sentimentale di Van Sant per una trama che ruota sul tradimento e la morte si traduce in prestazioni magnetiche da parte di Reeves e Phoenix.». Subito dopo che il film fu terminato, iniziarono a rincorrersi voci (peraltro infondate) di una sua possibile prossima apparizione in Sliver con Sharon Stone.

### Gli ultimi anni
Dal 1991 si trasferisce con la famiglia a Micanopy, Gainesville in Florida, seguito dalla sua nuova fidanzata, la massaggiatrice e sassofonista, Sue Solgot. Il rapporto è però segnato dai problemi di droga che lo condurranno alla morte improvvisa nel giro di due anni, infatti cominciò a fare uso sempre più frequente di peyote, spinelli, cocaina, eroina e GHB con alcuni amici per locali di Los Angeles come il Whisky a Go Go e il Roxy Theatre. Nel libro che Gus Van Sant scrisse per River, Pink, il regista disse chiaramente che River non era un consumatore di droga se non occasionalmente, e che l'attore aveva un problema più grave con l'alcool. Inoltre Phoenix aveva sempre cercato di nascondere le sue dipendenze poiché temeva che potessero rovinagli la carriera. In questo periodo River cominciò anche a tradire la Solgot, tra i più celebri flirt a lui attribuiti da gente che lo conobbe nei vari set cinematografici, ci sono uno con l'attore Richard Panebianco e uno con l'attrice Heather Graham conosciuta in Ti amerò... fino ad ammazzarti. Anche il suo atteggiamento verso i media divenne sempre più ostile. Come i nativi americani, River non amava farsi fotografare dai paparazzi poiché pensava che ogni foto gli rubasse parte dell'anima.
John Phoenix, oramai scappato in Costa Rica, fu l'unico ad accorgersi che qualcosa stava andando storto con il suo talentuoso figlio, River e John si riconciliarono dopo lunghi litigi per il ventitreesimo compleanno di River in cui l'attore promise al padre di fare uno sforzo concreto per rimanere sobrio. Sentendosi sempre più braccato dai pettegolezzi insistenti sulle sue dipendenze, Phoenix prese parte ad alcune sedute degli Alcolisti Anonimi in West Hollywood. Secondo una fonte rimasta anonima Phoenix, anche alle sue sedute, negò categoricamente di aver alcun problema di dipendenza e affermò di essersi sottoposto al trattamento solo per volere dei suoi agenti. River troncò anche la sua relazione di due anni con la Solgot, anche se i due continuarono a condividere l'appartamento per un breve periodo. Di quest'ultimo scampolo di carriera River Phoenix lascia quattro pellicole in cui si calò in ruoli sempre diversi. Fu il protagonista in Dogfight - Una storia d'amore di Nancy Savoca (1991), romantico dramma ambientato a San Francisco dove Phoenix interpretava un giovane marine americano, la notte prima di essere mandato in Vietnam nel novembre 1963 e riuscì a negoziare un ricco contratto per apparire nel big-budget thriller I signori della truffa di Phil Alden Robinson (1992) con Robert Redford e Mary McDonnell. Solamente un mese dopo a Roswell iniziò la produzione dell'horror western Silent Tongue di Sam Shepard (1994, postumo), a cui fa seguito un anno dopo Quella cosa chiamata amore di Peter Bogdanovich (1993), l'unico film dove l'attore cantava e suonava e co-interpretato da Sandra Bullock e Samantha Mathis che sarebbe poi diventata la sua fidanzata. La Mathis dichiarò di aver accettato un ruolo nel film proprio per recitare a fianco a River, e fu proprio nel set che i due cominciarono la loro relazione. Phoenix aveva anche declinato il ruolo di Paul in In mezzo scorre il fiume (1992) perché contrario alla pesca.
Nel mentre Phoenix stava anche scrivendo una sua sceneggiatura chiamata By Way of Fontana, un film che avrebbe dovuto raccontare la tumultuosa adolescenza di suo padre (interpretato da Joaquin) e diretto dallo stesso River, e prese parte alla manifestazione della Giornata della Terra. L'ultimo film a cui Phoenix ha preso parte è stato l'incompiuto Dark blood di George Sluizer (2012, postumo) con Jonathan Pryce e Judy Davis. Con undici giorni di riprese rimanenti, il progetto fu abbandonato per l'impossibilità di completarlo dopo l'assurda morte del protagonista. A causa della cancellazione del film i produttori tentarono di citare in giudizio la madre di Phoenix, senza successo, per un importo di 6 milioni di dollari, sostenendo che Phoenix non aveva dichiarato i suoi problemi con la droga. La pellicola è stata completata solamente nel 2012, con nuove edizioni e adeguamenti.

### Musica e Aleka's Attic

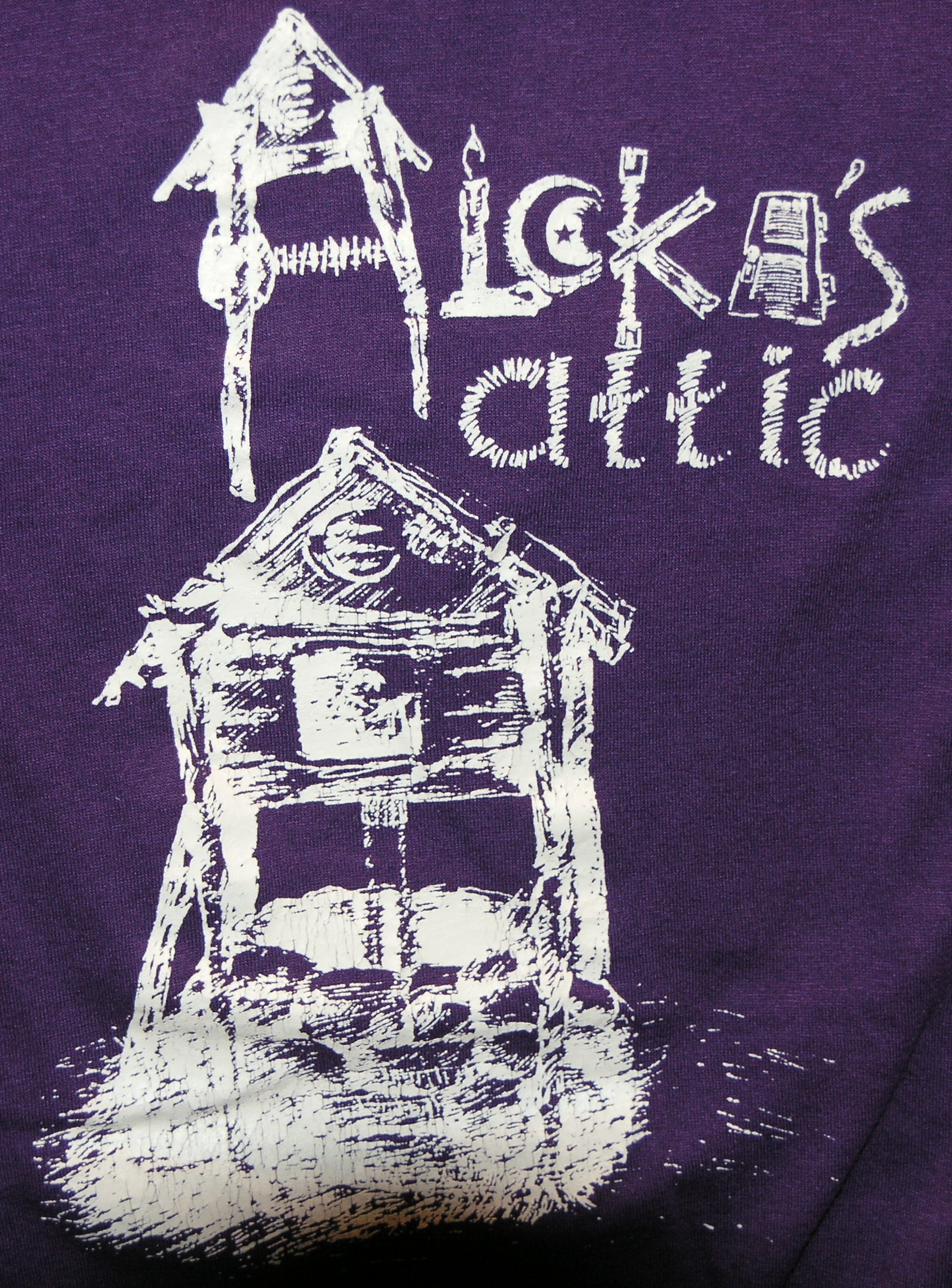
Una maglietta degli Aleka's Attic del 1991

Oltre alla carriera da attore, River tentò la strada della musica. Sebbene la carriera cinematografica di Phoenix stava generando la maggior parte degli introiti per la sua famiglia, è stato affermato da amici e parenti che la sua vera passione era la musica. Phoenix è stato un cantante, cantautore e un chitarrista compiuto. In una intervista con l'emittente E! nel 1988 dichiarò che cominciò a suonare la chitarra da autodidatta all'età di cinque anni, quando il cantante spagnolo Alfonso Sainz gli regalò il suo primo strumento per Natale. Phoenix e i suoi fratelli avevano cercato di forgiare una carriera nella musica suonando cover per le strade del quartiere Westwood di Los Angeles, spesso mosso dalla polizia a causa della raccolta folla che ostruiva i marciapiedi. John Lennon era musicalmente l'eroe d'infanzia di Phoenix. Per il suo stile di vita e le sue presunte idee radicali, Phoenix credeva che Lennon fosse una sorta di guru per milioni di ragazzi come lui.
Mentre lavorava in Le ragazze di Jimmy nel 1986, Phoenix aveva scritto e registrato una canzone, Heart to Get, specificatamente per i titoli di coda del film. La 20th Century Fox la tagliò dal film dopo la completazione, ma il regista William Richert la rimise qualche anno più tardi nella sua versione director's cut in VHS. Nello stesso anno aveva partecipato alla registrazione di un demo del suo amico Dweezil Zappa, figlio di Frank Zappa. Nel 1987 River incontrò Chris Blackwell della Island Records e con gli amici Josh McKay e Josh Greenbaum formò la sua punk band chiamata Aleka's Attic di cui faceva parte anche la sorella Rain. Il gruppo aveva uno stile rock alternativo influenzato dai cantanti e dalle band preferite di Phoenix tra cui i Doors, Michael Jackson, gli Smiths, gli U2, Bob Dylan, i Police, i Queen, i Pink Floyd, Jimi Hendrix, i Cypress Hill, i Led Zeppelin, Bob Marley i Velvet Underground e David Bowie e aveva venduto musicassette tra il 1989 e il 1990 con i brani Goldmine, Across The Way (che faceva parte dell'album benefico Tame Yourself presentato all'Hard Rock Cafe di New York), Blue Period e Note To A Friend quest'ultima in collaborazione con Flea. La giornalista di Seventeen Malissa Thompson descrisse la sua voce come rabbiosa e dolce allo stesso tempo. Gli Aleka's Attic divennero molto famosi nella cittadina universitaria di Gainesville (al tempo anche Rain studiava all'Università della Florida con altri volti noti come Gregg Avedon), tanto che furono scelti per aprire un concerto dei Sonic Youth a Miami e uno degli Psychedelic Furs a Chicago. Dopo il successo dei primi concerti, al gruppo fu anche concesso di esibirsi nella Mecca del punk, il CBGB a New York. Phoenix era deciso a guadagnare credibilità come musicista solo con il suo talento e la sua musica per questo decise di non utilizzare mai il suo nome e i suoi crediti da attore per poter ottenere la possibilità di suonare in concerti con la sua band.
Nel 1991 il gruppo scrive il brano Too Many Colors che è stato prestato alla colonna sonora di Belli e dannati film in cui River aveva un ruolo da protagonista, e Curi Curi per l'album TXAI di Milton Nascimento. River strinse una profonda amicizia con i Red Hot Chili Peppers testimoniata da un verso a lui dedicato nella canzone Give It Away del 1991, ed era successivamente apparso nel video della band Breaking the Girl del 1992, diretto da Stéphane Sednaoui. River aveva collaborato anche con l'amico John Frusciante, dopo la sua prima partenza dai Red Hot Chili Peppers, le canzoni Height Down e Well I've Been facevano parte del secondo album di Frusciante Smile from the Streets You Hold. Nel 1993 Phoenix aveva scritto e cantato Lone Star State of Mind nel film Quella cosa chiamata amore in cui Phoenix interpretata James Wright, un cantante di musica country. L'ultimo concerto di Phoenix fu a una manifestazione per sostenere la campagna presidenziale di Bill Clinton nell'ottobre 1992. Gli Aleka's Attic avevano due anni di contratto con la Island Records per registrare un album, che non fu mai realizzato in tempo a causa del fitto calendario cinematografico di Phoenix. La Island decise quindi di non esercitare la propria opzione sulla band, River disertò la sua partecipazione agli MTV Video Music Awards 1991 e iniziò a registrare un album indipendente per la band.
L'uscita del disco di debutto della band di cui adesso facevano parte anche Tim Hankins e Sasa Raphael, con i titoli proposti Never Odd Or Even e Zero fu rinviata a causa della morte di River. Sebbene Rain trascorse due anni lavorando sulle tracce incompiute e il materiale già finito, l'album venne accantonato. Alcune delle tracce vennero comunque rese disponibili per il download gratuito su internet nell'estate 2000 da Raphael, ma vennero subito ritirate per motivi di copyright. Phoenix era un investitore della House of Blues (fondata dal suo buon amico Dan Aykroyd, co-star in I signori della truffa) a Cambridge, Massachusetts, che ha aperto le sue porte al pubblico dopo aver servito un gruppo di senzatetto il giorno del ringraziamento 1992. Nel 1997, l'amico di Phoenix, Michael Stipe dei R.E.M., ha acquistato i diritti su tutto il materiale degli Aleka's Attic dalla Island Records.

### La morte
La notte tra il 30 e il 31 ottobre 1993, River si trovava al Viper Room, un club in parte di proprietà di Johnny Depp, nel quale avrebbe dovuto suonare al party di Halloween. River era tornato a Los Angeles all'inizio di quella settimana dallo Utah per poter trascorrere un breve periodo di riposo, prima di completare le ultime tre settimane di riprese di Dark Blood. L'attore aveva appuntamento con la sua fidanzata Samantha Mathis, l'amico Dick Rude, sua sorella Rain e suo fratello Joaquin nella suite numero 328 del Hotel Nikko, a West Hollywood. Una volta raggiunti da alcuni amici, il gruppo iniziò a fare festa, cominciando a fare uso di marijuana e qualche bottiglia di champagne, prima di recarsi al Viper Room.
Depp era presente quella sera nel locale, così come il fratello Joaquin, la sorella Rain, la fidanzata Samantha Mathis, il bassista e il chitarrista dei Red Hot Chili Peppers, Flea e John Frusciante, il cantante dei Butthole Surfers Gibby Haynes, quello degli Stone Sour Corey Taylor, tutti amici di Phoenix da tempo. Molti dei presenti (tra cui lo stesso Joaquin) dichiararono che l'attore si stava comportando in modo molto strano, iperattivo, sin dal suo arrivo al club. Tra questi, Bob Forrest, cantante dei Thelonious Monster, osservò che Phoenix era pallido, sudava e sembrava un pugile che aveva preso un po' troppi colpi. Quasi irriconoscibile a causa dei suoi capelli tagliati corti e tinti di nero per il suo ruolo in Dark Blood, pochi lo riconobbero quella notte, semplicemente vestito con una maglietta, pantaloni marroni e scarpe Converse. Dopo essere stato visto a colloquio con Flea e John Frusciante all'interno del locale, Phoenix scomparve con alcuni spacciatori nel bagno; uno di loro diede all'attore una linea di una potente eroina chiamata "Persian Brown" (una particolare variante della droga tagliata con crystal meth). Phoenix, che aveva già consumato un grosso quantitativo di droga prima di giungere al locale, cominciò a sentirsi male, vomitando nel bagno in preda a forti tremori. Alcuni amici di Phoenix invece contestano questa versione, sostenendo che durante la serata sia stata disciolta in una bevanda dell'attore della droga a sua insaputa.
River uscì dal bagno in condizioni preoccupanti, al che Frusciante gli diede tre valium, che l'attore prese senza neppure assumere dell'acqua, mentre Flea e Depp stavano suonando sul palco con i P; River avrebbe dovuto esibirsi sul palco con loro, ma svenne poco dopo essere tornato al suo tavolo e, una volta ripreso conoscenza, lamentò difficoltà respiratorie e, pertanto, chiese a Mathis di essere scortato fuori per prendere aria. Molti dei presenti quella notte al Viper Room sostennero di aver visto Phoenix barcollare all'interno del locale in preda a forti tremori simili a convulsioni. Appena Mathis e Joaquin accompagnarono fuori River, verso l'una di notte circa, l'attore collassò a terra sbattendo la faccia sul pavimento, vittima della prima delle cinque crisi epilettiche che lo colpirono. Sua sorella Rain e Flea si precipitarono fuori non appena la notizia cominciò a filtrare all'interno del club. Nessuno dei presenti, sapendo che erano coinvolte droghe, inizialmente chiamò il pronto intervento, anzi, fu detto ai buttafuori che si trattava solo di un malessere passeggero, mentre Rain cercava invano di praticargli la respirazione bocca a bocca. Secondo Haynes, la band era nel mezzo della loro canzone Michael Stipe, mentre Phoenix stava andando in overdose. Quando il fratello Joaquin si rese conto della gravità della situazione, vedendo River contorcersi in preda a violente crisi epilettiche da circa 8 minuti, chiamò il numero di soccorso pubblico 911. Durante la telefonata Joaquin, in preda alle lacrime, non fu in grado di determinare se suo fratello respirasse. Ron Davis, un fotografo di celebrità appostato fuori dal locale in quel momento, dichiarò poi: «Sembrava un pesce fuor d'acqua. Si dibatteva spasmodicamente, muovendo la testa da un lato all'altro agitando le braccia selvaggiamente.».

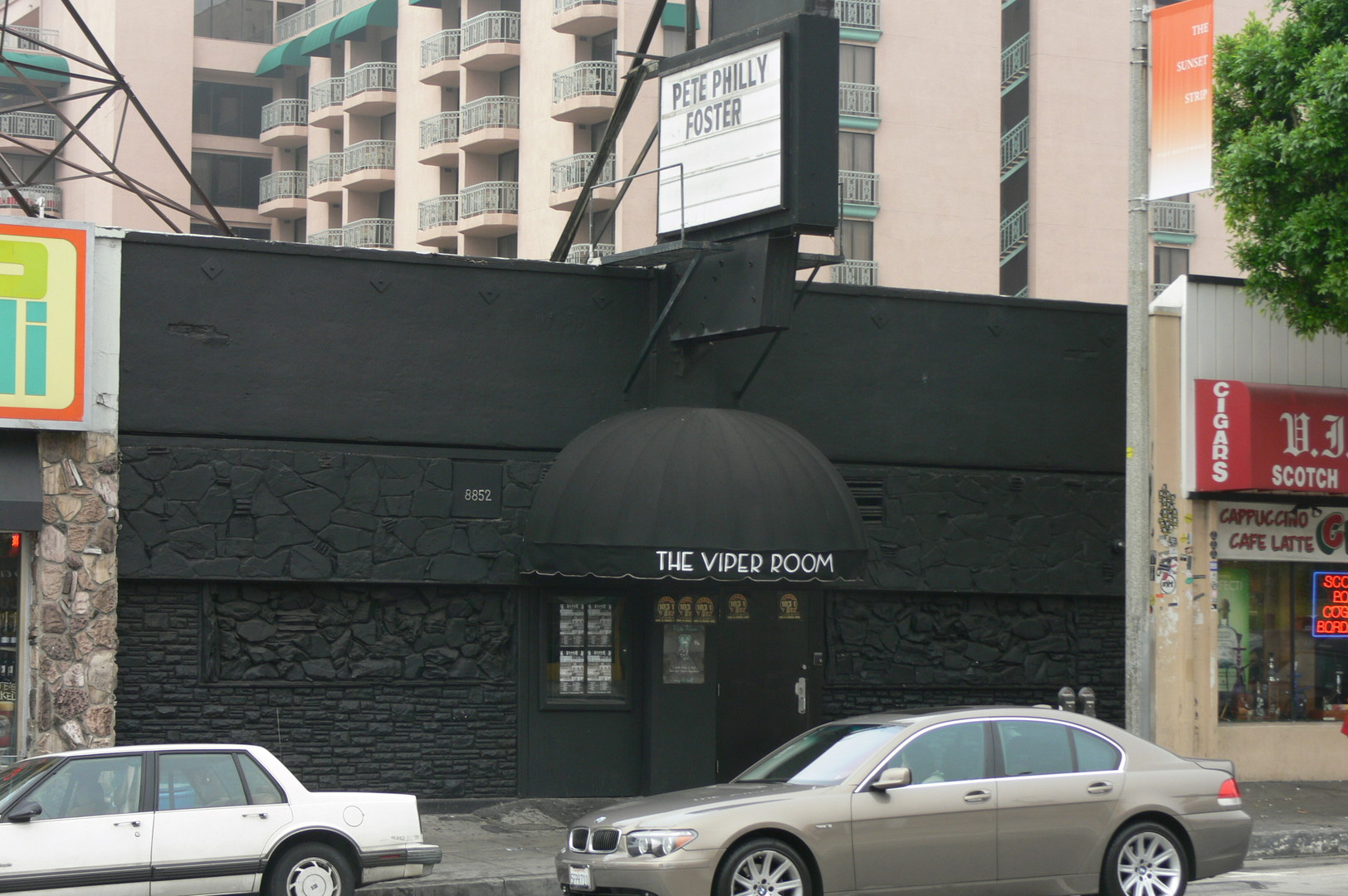
Il Viper Room, luogo della morte di Phoenix

I soccorsi però non arrivarono in tempo: quando un'ambulanza giunse sul luogo, River era già morto sul marciapiede in Sunset Boulevard, sotto il tendone all'ingresso del Viper Room, tra lo stupore generale di passanti e paparazzi. La corsa al Cedars-Sinai Medical Center, con Flea sull'ambulanza, e i tentativi di rianimazione furono del tutto inutili (compreso l'inserimento di un pacemaker) e River Phoenix, ormai diventato cianotico, fu dichiarato morto dal dottor Paul Silka alle 1:51 per insufficienza cardiaca. L'autopsia del 1º novembre rivelò in seguito un'overdose di eroina e cocaina, sotto forma di speedball, valium, efedrina e un anti-influenzale per il quale non era necessaria la ricetta medica. Tuttavia sul suo corpo di 1,77 metri non furono ritrovati segni di aghi e di alcool, visto che l'attore aveva bevuto solamente acqua durante tutta la serata; furono comunque rinvenute abrasioni alle mani e una contusione a uno stinco per via della caduta.
Nel pomeriggio di domenica 31 ottobre, Phoenix aveva un appuntamento con un regista da lui tanto amato, Terry Gilliam, che aveva infatti diretto il suo film preferito Brazil. Gilliam rimase ad aspettare Phoenix per ore prima di essere informato della morte dell'attore.
Phoenix consumò talmente tanta cocaina ed eroina (rispettivamente otto e quattro volte superiori alle dosi letali, vale a dire 7,80 µg/ml nel sangue e 100,80 mg nello
stomaco di cocaina e 1,70 µg/ml nel sangue e 0,20 mg nello stomaco di eroina) mischiate con crystal meth, che l'autopsia non fu mai in grado di stabilire con esattezza quale droga del potente miscuglio avesse ucciso l'attore. La telefonata di Joaquin al 911 fu registrata e ritrasmessa da varie trasmissioni radio e TV. A seguito del decesso di River e dell'atteggiamento invasivo e irrispettoso dei media nella sua vita privata (un reporter fece addirittura irruzione nella camera ardente per scattare una foto del corpo di Phoenix, che fu poi venduta al National Enquirer), Joaquin si allontanò da Hollywood per la seconda volta. River Phoenix fu cremato il 4 novembre 1993 e le sue ceneri furono disperse nel ranch di famiglia a Micanopy, in Florida.
River Phoenix fu uno dei giovani attori più celebri e influenti della sua generazione. Di conseguenza, la morte di un personaggio di tale calibro colpì profondamente l'opinione pubblica dell'epoca, considerato soprattutto che prima d'allora River non aveva fama di essere un fruitore di droghe. L'attore era infatti noto, oltre che per il suo attivismo, per essere un salutista e uno strenuo vegano, al punto, come dichiarato dall'attrice Martha Plimpton, sua prima fidanzata, di essere scoppiato in lacrime alla vista d'un piatto a base di granchio, ordinato dalla ragazza durante una delle loro prime uscite assieme. I registi con i quali River lavorò, poi, dissero di non averlo mai visto drogato sul set, anzi, era generalmente descritto come un ragazzo molto timido e introverso. Tuttavia la cosa era nota ad alcuni addetti ai lavori. Come confermato da Corey Feldman, uno degli interpreti protagonisti del film Stand by Me - Ricordo di un'estate, egli stesso fece uso di droghe leggere assieme a Phoenix durante la lavorazione del film. Inoltre, durante il Toronto Film Festival, nel settembre 1991, Phoenix salì sul palco comportandosi in modo molto strano, parlando in modo talmente incomprensibile che la pubblicista Lisa Hertz dichiarò: «Sembrava completamente strafatto».

## Ruoli mancati
La tragica e improvvisa scomparsa di River non gli permise di interpretare diversi ruoli per i quali era già stato scritturato: il giornalista Daniel Molloy in Intervista col vampiro di Neil Jordan (1994) con Tom Cruise, Brad Pitt e Antonio Banderas, che sarà poi interpretato da Christian Slater che donò il suo intero stipendio a due delle organizzazioni di beneficenza preferite di Phoenix, Earth Save e Earth Trust; Arthur Rimbaud in Poeti dall'inferno (1995) e Jim Carroll in Ritorno dal nulla (1995) con Mark Wahlberg (entrambe le parti andranno poi a Leonardo DiCaprio) e Ritrovarsi (1994) dove avrebbe dovuto interpretare il figlio di Mag (Susan Sarandon) parte che sarebbe andata a Sean Astin. Phoenix aveva firmato per il ruolo di protagonista in Broken Dreams, una sceneggiatura scritta da John Boorman e Neil Jordan (film che sarebbe stato diretto da Boorman), e co-interpretato da Winona Ryder. Il film fu cancellato a causa della morte di River.
Ancora in vita, River aveva rinunciato a un ruolo nel film di debutto di Ben Stiller nei panni di regista. Dopo il rifiuto di Christian Slater, River fu richiesto per interpretare Eric Draven ne Il corvo - The Crow, famoso film del 1994 di Alex Proyas. L'attore tuttavia non volle prendere parte al film e il suo ruolo venne assegnato a Brandon Lee che morirà sul set del film per un tragico incidente. Inoltre, il regista Gus Van Sant aveva intenzione di girare all'inizio degli anni 1990 un film biografico su Harvey Milk prodotto da Oliver Stone, film in cui River avrebbe dovuto interpretare l'attivista Cleve Jones da giovane. Il progetto comunque entrò in fase di produzione solo nel 2007 e il suo ruolo fu affidato a Emile Hirsch. Stando ad alcune voci era previsto un film biografico su Andy Warhol in cui River avrebbe dovuto interpretare il controverso artista, ma il film prese altre direzioni. Del progetto esistono comunque ancora delle rare foto scattate da Van Sant a un River biondo ossigenato. In un'intervista James Cameron dichiarò che quando iniziò a pensare al colossal Titanic, all'inizio degli anni 1990, voleva River nel ruolo di Jack Dawson, parte che poi sarebbe andata a Leonardo DiCaprio nel 1997.

## Nella cultura di massa

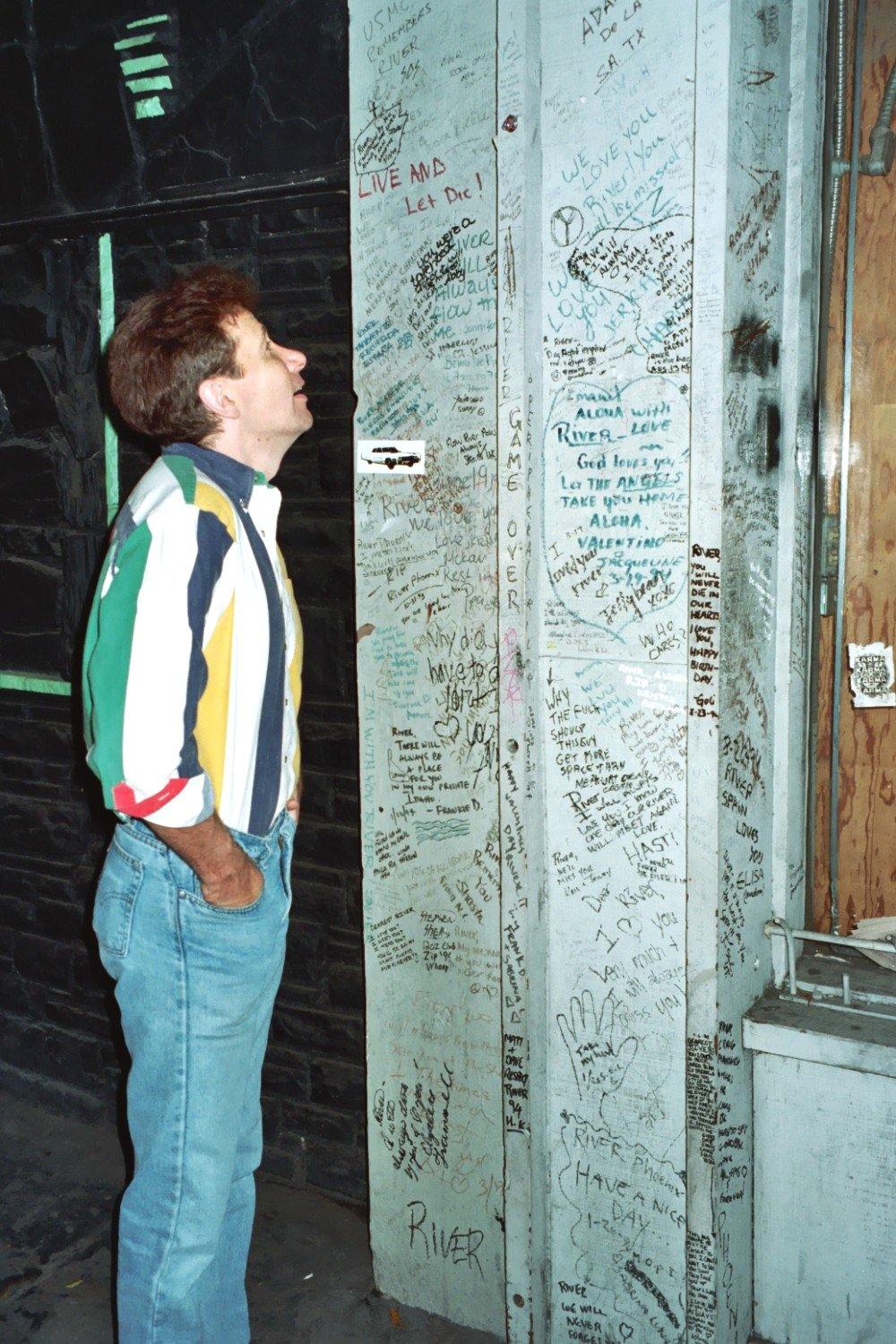
Un fan davanti al muro del Viper Room con i graffiti in onore di Phoenix

Nel 1988 il cantante brasiliano Milton Nascimento lo incontrò negli USA e nello stesso anno gli dedicò la canzone River Phoenix (Carta a um Jovem Ator), ascoltabile nell'album Miltons. I due ebbero occasione di vedersi anche in seguito e finirono per diventare amici.
La fine della folgorante carriera di River Phoenix è stata inserita in numerose opere negli anni a seguire, come l'album Monster, dei R.E.M. interamente dedicato a lui, o la canzone Transcending, dall'album One Hot Minute, dei Red Hot Chili Peppers. Tom Petty dedicò a Phoenix Ballad of Easy Rider quando suonò nella sua città natale a Gainesville, in Florida, pochi giorni dopo la sua morte. Belinda Carlisle lo citò nella sua canzone California tratta dall'album A Woman and a Man. Sempre Michael Stipe dei R.E.M. gli dedicò la canzone E-Bow the Letter dall'album New Adventures in Hi-Fi del 1996. Il cantante dei Nirvana Kurt Cobain gli dedica la canzone dei Vaselines, Jesus doesn't want me for a Sunbeam, durante l'ultimo concerto della band a Los Angeles il 30 Dicembre 1993. Nell'album di Jay-Z, Kingdom Come, nel testo di Hollywood il rapper elenca River come una delle tante vittime delle pressioni di Hollywood. La band britannica Stereophonics rese omaggio a River con la canzone Chris Chambers, inclusa nell'album Word Gets Around del 1997. Nel 2001, il gruppo Grant Lee Buffalo dedicò all'attore la canzone Halloween riferendosi alla notte della sua morte. Il gruppo musicale Fuera ha dedicato a lui una canzone dal titolo "Viper Room". Omar Pedrini, chitarrista dei Timoria, gli ha dedicato River (My Own Private Idaho) dal suo album solista Beatnik, del 1996, oltre che citarlo nel testo della canzone Intro tratta dall'album dei Timoria 2020 Speedball, del 1995. Tra gli altri artisti che gli hanno reso omaggio figurano anche la ex cantante dei 10,000 Maniacs Natalie Merchant, il rapper Ja Rule e i Manic Street Preachers.
Gus Van Sant, con il quale Phoenix aveva lavorato nel film Belli e dannati, gli dedicò il suo film Cowgirl - Il nuovo sesso con Uma Thurman e sua sorella Rain, così come il suo romanzo Pink. A lui fu dedicato anche Intervista col vampiro nei titoli di coda, film che avrebbe dovuto iniziare a girare alla fine del 1993. Inoltre, un riferimento meno noto, fu il protagonista del videogioco della PlayStation Final Fantasy VIII Squall Leonhart. Tetsuya Nomura, l'ideatore dei personaggi del gioco, ha dichiarato che il viso di Squall era stato modellato sui lineamenti di Phoenix, dandogli anche la stessa data di nascita. La sua morte viene citata anche nel romanzo di William Gibson Guerreros e in quello di Bret Easton Ellis Glamorama.
Inoltre, la fumettista giapponese Akimi Yoshida nel decidere la struttura dei due protagonisti, Ash ed Eiji, del manga Banana Fish, ha deciso d'ispirarsi proprio al volto di River Phoenix e Keanu Reeves nel film, già citato precedentemente, Belli e dannati.
Tre dei suoi nipoti hanno ricevuto un nome dedicato a lui. Sua sorella Liberty ha chiamato il proprio figlio Rio Everest, mentre Summer ha chiamato suo figlio Indiana, in omaggio a River nel ruolo di Indiana Jones nel 1989. Joaquin Phoenix e Rooney Mara hanno chiamato il loro primo figlio, nato nel 2020, proprio River. Arlyn Phoenix, membro del consiglio di amministrazione del Peace Alliance, ha recentemente aperto a Gainesville l'organizzazione non-profit River Phoenix Center for Peacebuilding. Questa organizzazione fornisce e promuove le migliori pratiche e principi di costruzione della pace e della sostenibilità globale ed è ispirata dalla vita e l'attivismo di suo figlio River.
Quattro anni dopo la sua scomparsa, nel 1997 venne inserito dalla rivista Empire alla posizione numero 86 della classifica dei "100 migliori attori di tutti i tempi". Attori come Leonardo DiCaprio, Jared Leto e James Franco hanno dichiarato che River Phoenix è stato una loro grande ispirazione. Lo stesso Franco gli rese omaggio con il lungometraggio My Own Private River del 2012, una versione ricontestualizzata del classico film Belli e dannati di Van Sant, montato utilizzando oltre quattordici ore di materiale scartato dal film finale del 1991.

## Filmografia

### Cinema
- Explorers, regia di Joe Dante (1985)
- Stand by Me - Ricordo di un'estate (Stand by Me), regia di Rob Reiner (1986)
- Mosquito Coast (The Mosquito Coast), regia di Peter Weir (1986)
- Le ragazze di Jimmy (A Night in the Life of Jimmy Reardon/Aren't You Even Gonna Kiss Me Goodbye?), regia di William Richert (1988)
- Nikita - Spie senza volto (Little Nikita/The Sleepers), regia di Richard Benjamin (1988)
- Vivere in fuga (Running on Empty), regia di Sidney Lumet (1988)
- Indiana Jones e l'ultima crociata (Indiana Jones and the Last Crusade), regia di Steven Spielberg (1989)
- Ti amerò... fino ad ammazzarti (I Love You to Death), regia di Lawrence Kasdan (1990)
- Belli e dannati (My Own Private Idaho), regia di Gus Van Sant (1991)
- Dogfight - Una storia d'amore (Dogfight), regia di Nancy Savoca (1991)
- I signori della truffa (Sneakers), regia di Phil Alden Robinson (1992)
- Quella cosa chiamata amore (The Thing Called Love), regia di Peter Bogdanovich (1993)
- Cowgirl - Il nuovo sesso (Even Cowgirls Get the Blues), regia di Gus Van Sant (1993) – cameo non accreditato
- Silent Tongue, regia di Sam Shepard (1993)
- Dark Blood, regia di George Sluizer (2012)

### Televisione
- Sette spose per sette fratelli (Seven Brides for Seven Brothers) – serie TV, 21 episodi (1982-1983)
- Celebrity – miniserie TV (1984)
- ABC Afterschool Specials – serie TV, episodio 12x06 (1984)
- It's Your Move – serie TV, episodio 1x01 (1984)
- Hotel – serie TV, episodio 2x04 (1984)
- Robert Kennedy, la sua storia e il suo tempo (Robert Kennedy and His Times) – miniserie TV (1985)
- Patto di amore e di morte (Surviving: A Family in Crisis) – film TV (1985)
- Casa Keaton (Family Ties) – serie TV, episodio 4x11 (1985)
- Circle of Violence: A Family Drama – film TV (1986)
- The Tonight Show (The Tonight Show Starring Johnny Carson) – programma TV, 1 episodio (1986)
- Evolution's End? – documentario (1991)
- Canceled Lives: Letters from the Inside – documentario (1993) – voce

## Riconoscimenti
- Premio Oscar
  - 1989 – Candidatura al miglior attore non protagonista per Vivere in fuga

- Golden Globe
  - 1989 – Candidatura al miglior attore non protagonista per Vivere in fuga

- Independent Spirit Awards
  - 1992 – Miglior attore protagonista per Belli e dannati

- Mostra Internazionale d'Arte Cinematografica
  - 1991 – Coppa Volpi per la migliore interpretazione maschile per Belli e dannati

- National Board of Review
  - 1988 – Miglior attore non protagonista per Vivere in fuga

- Young Artist Award
  - 1983 – Candidatura al miglior giovane attore in una nuova serie televisiva per Sette spose per sette fratelli
  - 1984 – Miglior giovane attore in una serie drammatica per Sette spose per sette fratelli
  - 1985 – Candidatura al miglior giovane attore in un film per famiglie per la televisione (condiviso con Joaquin Phoenix) per ABC Afterschool Specials
  - 1986 – Miglior giovane attore in uno special televisivo o miniserie per Patto di amore e di morte
  - 1986 – Miglior performance eccezionale di un giovane attore in un film per Explorers
  - 1987 – Premio Jackie Coogan per Stand By Me - Ricordo di un'estate
  - 1988 – Miglior giovane superstar in un film per Mosquito Coast

## Doppiatori italiani
Nelle versioni in italiano delle opere in cui ha recitato, River Phoenix è stato doppiato da:
- Fabio Boccanera in Vivere in fuga, Indiana Jones e l'ultima crociata, Belli e dannati, Quella cosa chiamata amore
- Corrado Conforti in Nikita - Spie senza volto, Ti amerò... fino ad ammazzarti
- Fabrizio Manfredi in Casa Keaton, Le ragazze di Jimmy
- Julian Olivieri Orioles in Sette spose per sette fratelli
- Massimiliano Manfredi in Explorers
- Massimiliano Alto in Stand by Me - Ricordo di un'estate
- Paolo Catani in Mosquito Coast
- Francesco Orlando in Dogfight - Una storia d'amore
- Vittorio De Angelis ne I signori della truffa